# 早稲田大学グリークラブ
早稲田大学グリークラブ（わせだだいがくグリークラブ）は、1907年（明治40年）に設立された早稲田大学の学生による男声合唱団。通称「ワセグリ」。
国内外のオリジナル男声合唱曲はもちろんのこと、学生歌から民謡、ポピュラー音楽まで幅広いレパートリーを持ち、新曲の委嘱活動にも意欲的である。かつては磯部俶や福永陽一郎の指導を継続して受けていた時期があったが、現在は常任指揮者はおらず、学生が主体となり活動している。指揮者は演奏会ごとに客演指揮者を招き演奏を行っている。

## 沿革
- 1903年（明治36年） 「声楽部」と「器楽部」からなる早稲田音楽会（早稲田大学グリークラブの前身）が設置される。
- 1907年（明治40年） 早稲田大学が創立25周年をむかえ、校歌「都の西北」が制定される。作曲者の東儀鉄笛が声楽会副会長だったこともあり、声楽会員が最初にこれを歌った。その後、彼らが中心となって歌唱指導を行い、25周年祝賀会では全学生が高らかに歌い提灯行列を行った。また第一回定期演奏会が実現した年でもあり、早稲田大学グリークラブの起源はこの年とされる。
- 1932年（昭和7年） 早稲田大学創立50周年記念音楽合同演奏会が執り行われる。
- 1935年（昭和10年） 早稲田大学合唱部と呼ばれるようになる。
- 1938年（昭和13年） 早稲田大学合唱団と改称。
- 1945年（昭和20年） 終戦直後の混乱のなか、11月には残った学生で練習を再開。
- 1946年（昭和21年） この頃からグリークラブと名乗り始める。
- 1949年（昭和24年） 第2回全日本合唱コンクール全国大会学生部門優勝（名義は「早稲田大学音楽協会合唱団」）。グリークラブに所属していた関屋晋が、早稲田大学コール・フリューゲルを設立し、独立。
- 1975年（昭和50年） ショスタコーヴィチ「交響曲第13番」日本初演の合唱を担当。
- 2003年（平成15年） フォンテックより、グリー単独のアルバム『Natus in curas』をリリース。
- 2007年（平成19年） 早稲田大学創立125周年、早稲田大学グリークラブ創立100周年。小田和正に「創立100周年記念愛唱歌」を委嘱（「この道を行く」）。

## 演奏会
主な演奏会は以下の通り。
- 東京六大学合唱連盟定期演奏会
- 東西四大学合唱演奏会（隔年で、東京と関西で交互に開催）
- 定期演奏会
- 送別演奏会

上記4つの演奏会が活動の中心であるが、外部団体や稲門会（早稲田大学OB会）からの依頼を受けて日本各地で演奏会をすることも多い。録音、および企業やテレビ局からの依頼も少なくない。また約4年に一度、海外演奏旅行が行われる。

## 主なディスコグラフィー
「合唱名曲コレクション」シリーズの発売元は東芝EMI。この他、早稲田大学関連の歌を演奏したCD、レコードが数多く存在する。
- 合唱名曲コレクション22 枯木と太陽の歌 - 石河清「河童昇天」を担当。
- 合唱名曲コレクション23 月下の一群 - 南弘明「月下の一群」、間宮芳生「合唱のためのコンポジション第3番」を担当。
- 合唱名曲コレクション24 レクイエム - 三木稔「レクイエム」を担当。
- 合唱名曲コレクション29 わがふるき日のうた - 多田武彦「北斗の海」を担当。
- 合唱名曲コレクション30 最上川舟唄 - 山田耕筰「あわて床屋」、小椋佳「さらば青春」（ともに福永陽一郎編曲）を担当。
- 合唱名曲コレクション32、33、36、37 グリークラブアルバム第1集 - 第4集より21曲を担当。うち3曲は慶應義塾ワグネル・ソサィエティー男声合唱団との合同演奏。
- 日本合唱名曲シリーズ14 風紋・あすへの足音（キングレコード） - 石井歓のソプラノと男声合唱のためのカンタータ「あすへの足音」を担当。
- 21世紀の合唱名曲選12 鈴木輝昭作品集（音楽之友社） - 男声合唱とピアノのための組曲「ハレー彗星独白」を担当（東京混声合唱団男声と合同）。
- Natus in curas ～ in honor of Chiune Sugihara（フォンテック） - 帯には「―苦難の中の獅子― 日本のシンドラー 杉原千畝を顕彰して」という邦題が付されている。リトアニアの作曲家ヨーナス・タムリオーニスに委嘱した「Natus in curas 苦難の中の獅子」など、北欧合唱作品を収録。
- 早稲田大学グリークラブ創立100周年記念演奏会（ジョヴァンニ） - 2枚組。演奏会の模様のほか、過去の定期演奏会から、小倉朗「東北地方の民謡による七つの無伴奏男声合唱曲」初演（第12回）、新実徳英「祈りの虹」（第32回）を収録。

## 主な初演作品
- 石井歓 曠野をゆく / 五つの学生の歌（東京混声合唱団男声部と合同） / あすへの足音 / 枯木と太陽の歌（ドイツ語版。オリジナルの日本語版は東京男声合唱団による。）
- 石田一郎 點鐘鳴るところ
- 石丸寛 スペインの歌（編曲）
- 磯部俶 遙かな友に
- 入野義朗 「富士山」による5つの男声合唱
- 上田真樹 海のあなたの / 稲風 / 酒頌 / 夢の意味（男声版） / 綾なす故郷（編曲） / 終わりのない歌 / 心の決めたところへ
- 荻久保和明 炎える母 / 縄文（男声版、オーケストラ版「JOHMON（縄文）」） / 季節へのまなざし（男声版） / 幼ない日の友に / 縄文ラプソディー（オーケストラ版も） / 黙示録・縄文 / 音楽（OB会委嘱） / 鷗（男声版・ピアノ伴奏版編曲）
- 小倉朗 東北地方の民謡による七つの男声合唱曲
- 小田和正 この道を行く
- 北川昇 道程
- 菅野よう子 Song of departure
- 菅野由弘 死にたくないから生きたときもあった。死なないから生きたときもあった。生きたいから生きたときもあった。しかし、生きずにはおれないから生きるときがあってもよいのではないか。~山頭火の句による男声合唱のための~
- 佐藤眞 若人のうた（男声版） / カンタータ「土の歌」（男声版）
- 清水脩 富士山の詩
- 菅野浩和 三つの子供の歌 / きつねとかわうそ
- 鈴木輝昭 ハレー彗星独白
- 千住明 母なるものへ
- 髙嶋みどり 青いメッセージ
- 髙田三郎 北国の歌 / 「春」「風」「梢」（後、全5曲の組曲『季節と足跡』に収録。残り2曲の初演は燈火会合唱団による。）
- 多田武彦 北国 / ポピュラーソング・アルバム1 / 北斗の海 / 帆船の子（OB会委嘱。後、組曲『航海詩集』増補改訂版に組み込まれる。組曲初演は新月会による。）
- 田中達也 夢の手ざわり / 心のなかで（男声版）
- 田畠佑一 世界から忘れ去られて
- 寺嶋陸也 水と影 影と水
- 土田豊貴 心の底で
- デーモン閣下 世紀を越えて / ワセダを倒せ / わ / 千穐楽-合唱-
- 西下航平 焦点 / ゆめ
- 信長貴富 カウボーイ・ポップ（男声版）
- 萩原英彦 祝歌・悲歌・恋歌
- 久田菜美 負け犬戦隊ルーザーズ
- 三宅悠太 修司の海 / なみだきらめく（男声版）/ ひとめぐり（男声版）
- 三善晃 三つの時刻
- リヒャルト・シュトラウス Die Tageszeiten（管弦楽伴奏版日本初演）
- ドミートリイ・ショスタコーヴィチ 交響曲第13番『バビ・ヤール』（日本初演）
- ヨナス・タムリオニス（Jonas Tamulionis, リトアニア） Natus in Curas Op.283（苦難の中の御子） / Hototogisu（OB会委嘱）

この他、ポップスやミュージカルの編曲ものや、の初演が多数ある。

## グリークラブに関わった主な指揮者・指導者
- 小林研一郎（指揮）（※一時期常任指揮者であった）
- 濱田徳昭（指揮）（※一時期常任指揮者であった）
- 山田一雄（指揮）
- 井上道義（指揮）
- 松尾葉子（指揮）
- 山田和樹（指揮）
- 高谷光信（指揮）
- 前田憲男（編曲・指揮）
- 磯部俶（顧問・指揮）
- 荻久保和明（作曲・指揮）
- 福永陽一郎（編曲・指揮）
- 辻正行（指揮）
- 山本健二（ボイストレーナー）

## 出身有名人
- 岡村喬生（オペラ歌手）
- 須賀敬一（合唱指揮者）
- ボニージャックス
- サニートーンズ
- 堀俊輔（指揮者）
- 山田敦（指揮者）
- 白井克彦（早稲田大学第15代総長）
- 筑紫哲也（キャスター、ジャーナリスト）
- 影山日出夫(NHK解説委員）
- 柿沼郭（NHKアナウンサー）
- 高瀬耕造（NHKアナウンサー）
- 西岡遼（NHKアナウンサー）
- 道浦俊彦（読売テレビアナウンサー）